# Benemérito de las Américas
Benemérito de las Américas là một đô thị thuộc bang Chiapas, México. Năm 2005, dân số của đô thị này là 15213 người.